# Valère Depauw
Valère Depauw (Ronse, 7 april 1912 - Brasschaat, 2 augustus 1994) was een Vlaams schrijver.

## Levensloop
Valère Depauw werd geboren uit het tweede huwelijk van zijn vader en groeide op in een liberaal-katholiek, franskiljons gezin. Zijn vader was een stalenwever die opklom tot fabrikant van het textielbedrijf "Fabrique de tissus en tous genres Léon Depauw-Dierickx". Als lid van de katholieke turnclub van Ronse stapte de tienjarige Valère in 1922 nog mee in een betoging tegen de vernederlandsing van de Gentse Universiteit. Depauw werd naar eigen zeggen Vlaamsgezind toen zijn leraar Frans aan de rijksmiddelbare school poneerde dat "La langue française est la plus belle langue du monde" en hij in dezelfde periode gefascineerd raakte door het proces en de onrechtvaardig geachte veroordeling van August Borms. Pas vijftien geworden begon hij zijn beroepsactiviteiten in het textielbedrijf van zijn vader. In december 1928 werd hij actief in de studiekring van de Christen Volksbond van Ronse, waar Leo Vindevoghel Nederlandse les gaf. In weerwil van zijn familie ging Depauw zich toeleggen op het spreken van de Nederlandse taal in het openbaar. Hij nam deel aan de taalgrensactie van Flor Grammens en schreef artikels voor Het Volk van Ronse. Als autodidact vervolmaakte hij zichzelf in het Nederlandstalige schrijfkunst  en werd een veellezer, voornamelijk van Franse literatuur en stilaan van uitgaven in het Nederlands. In 1938 verliet hij het familiebedrijf en werd boekhandelaar in Gent.
Na de Achttiendaagse Veldtocht en krijgsgevangenschap in Oostenrijk tot in 1941, was hij van 1942 tot 1944 bediende bij de uitgeverij van Angèle Manteau en werd journalist bij het collaborerende dagblad De Gazet. Dit leverde hem, na de bevrijding, een veroordeling op tot een jaar gevangenisstraf. In de repressietijd werd hij geïnterneerd in Gent, Sint-Gillis en Lokeren. Vanaf september 1944 verbleef hij een jaar lang in het interneringskamp te Lokeren waar hij barakchef was en Filip de Pillecyn zijn secretaris werd.

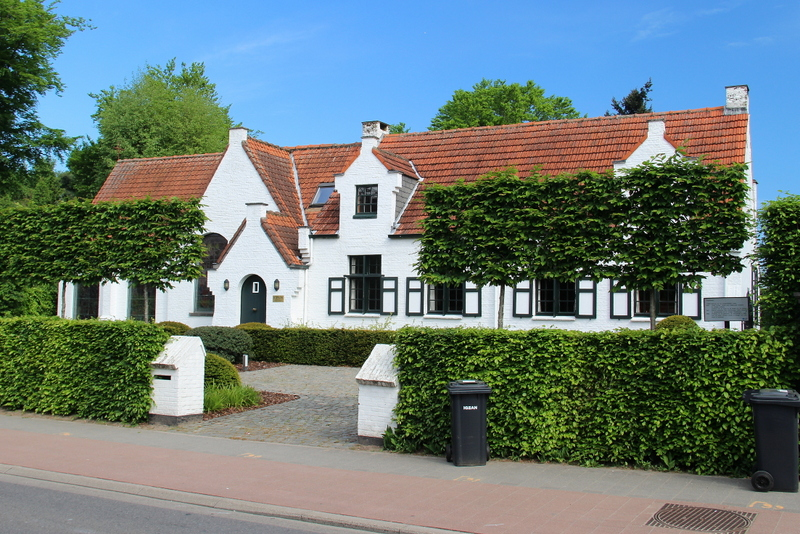
De "Kapelhoeve" van Valère Depauw

Hij ging vervolgens in Koekelberg wonen en werd weer boekhandelaar en bediende bij een uitgeverij. In 1946 stichtte hij de uitgeverij De Belhamel en in 1948 stichtte hij de vzw Boekengilde Brederode. Begin 1950 verhuisde hij met zijn gezin naar Sint-Job-in-'t-Goor, waar hij een vervallen hoeve had aangekocht en gerestaureerd. Om den brode waagde Valère Depauw zich aan pulpliteratuur, onder schuilnamen zoals Jean Montreal en Claudine Lagarde.
Hij bleef een Vlaams-nationalist, wat tot uiting kwam in onder meer zijn bijdragen aan het satirisch anti-repressieblad Rommelpot, waarin hij onder de schuilnaam Piet Canneel en Jan Eyck tragikomische verhalen over de repressie schreef. Zijn roman De dood met de kogel (1950) was gewijd aan zijn vriend Leo Vindevogel die, zijns inziens ten onrechte, gefusilleerd was. Hij interesseerde zich voor de geschiedenis van minderheden in Europa, in romans over de Bretons (Breiz atao) en de Basken (Opdracht in Guernica).
Van 1955 tot 1969 was Depauw hoofdredacteur van het Nederlandse tijdschrift Panorama. In 1971 stond hij als kandidaat op de lijst van de Volksunie voor het arrondissement Antwerpen, maar werd niet verkozen. Van 1974 tot 1977 doceerde hij aan de Académie internationale de Psychologie, in Manternach (Groothertogdom Luxemburg). Bij de oprichting van de Faculteit voor Vergelijkende Godsdienstwetenschappen werd hij daar public-relations.
Enkele van zijn werken zijn beïnvloed door het magisch realisme, waaronder het Op weg naar Montségur. Daarnaast bevat zijn oeuvre enkele streekromans en historische romans.
Bekend zijn ook zijn autobiografische geschriften met betrekking tot zijn oorlogservaringen als krijgsgevangene in Duitsland (Offergang, Kerstvisioen in het Stalag en Een man keert terug) evenals de latere Hebben alle vogels hun nest (1950) en Uit alle dalen der herinnering (1974).
In zijn latere werk treedt religieuze zingeving steeds meer op de voorgrond. De evolutie van volksschrijver tot gelouterde en gelauwerde literator werd bezegeld met de publicatie van De uiterste hoeksteen in 1985. De historische roman, een drieluik over de mystieke Hadewijch, de heilige Lutgardis van Tongeren en de adellijke Sybillie van Gaege, wordt algemeen beschouwd als zijn levenswerk.

## Overlijden
Valère Depauw overleed op 2 augustus 1994 te Brasschaat. Hij ligt begraven op het kerkhof van de Antwerpse gemeente Sint-Job-in-'t-Goor.
Aan de voorgevel van de zetel van de Christelijke Volksbond in Ronse, werd op het initiatief van Davidsfonds Ronse en van Marnixring Ronse een gedenkplaat aangebracht.

## Literaire prijzen
Het werk van Depauw werd met verschillende prijzen bekroond:
- de romanprijs van de provincie Antwerpen 1950 voor De zege van het verzaken;
- de interprovinciale prijs voor letterkunde van de Vlaamse Provincies 1979 voor Op weg naar Montségur;
- de prijs van de Scriptores Christiani 1984 voor De uiterste hoeksteen;
- de Karel Barbierprijs 1985 van de Koninklijke Academie voor Nederlandse Taal en Letteren voor zijn Lutgardistrilogie, over de Vlaamse heilige Lutgardis van Tongeren;
- de prijs van de Provincie Antwerpen 1989 voor zijn gezamenlijk oeuvre.

## Pseudoniemen
Na de Tweede Wereldoorlog publiceerde Depauw onder verschillende pseudoniemen.
Dit was enerzijds het gevolg van het publicatieverbod dat hem gedurende jaren als veroordeelde werd opgelegd, anderzijds van het feit dat hij om den brode bescheiden proza publiceerde, dat hij niet waardig achtte onder eigen naam in het licht te geven. Om de eerste reden publiceerde hij onder de namen Piet Canneel, Jan Eyck, Bernhard van Goor, Jerome de Gryse en Peter Pann. Voor wat eerder onder 'pulp' te rekenen viel, gebruikte hij de pseudoniemen Jean Montreal, Claudine Lagarde, Georges Darius, Nicole Ménetier en René Solitaire.

## Publicaties

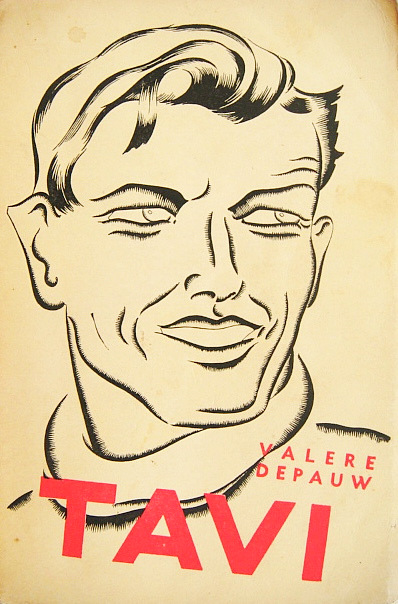
Tavi (illustratie door Martha Van Coppenolle)

- Tavi, Uitgeverij De Standaard, 1937.
- Jules Bonneminne, verhaal, Manteau, 1940.
- Van twee sukkeleers, verhaal, 1941.
- Zuid-Vlaanderen roept, essay, 1941.
- De zwerver, 1942.
- Het late geluk van Remi Zwartekens, Manteau, 1942.
- De 15de compagnie, Manteau, 1943. (ook in "Omnibus van de gulle Vlaamse lach", DAP Reinaert, 1964).
- Kerstvisioen in het stalag, 1943.
- Offergang, 1944.
- Een man keert terug, 1944.
- Kronieken van Reinaart, 1944.
- Wij artiesten, 1944.
- Het oude kruisbeeld, 1944.
- Peer Gynt, 1946.
- Het lied van de oude getouwen, 1946.
- Tragische liefde, 1946, onder de schuilnaam Peter Pann.
- Teresa, 1946, onder de schuilnaam Peter Pann.
- Recht op geluk, 1946, onder de schuilnaam Peter Pan.
- Haar eerste liefde, 1947, onder de schuilnaam Peter Pann.
- Ons Annemarie, 1947, onder de schuilnaam Peter Pann.
- Het geluksnummer, 1947, onder de schuilnaam Peter Pann.
- Het proces en de terechtstelling van Leo Vindevogel, 1948, onder de schuilnaam Bernhard van Goor.
- Niet jammeren broers, 1948, onder de schuilnaam Piet Canneel.
- Niet versagen, Mathias, 1948.
- Die van 't gangske, 1949 (ook in "Derde omnibus van de gulle Vlaamse lach", 1971).
- De zege van het verzaken, 1949.
- Toch lammeren broers, 1950, onder de schuilnaam Piet Canneel).
- De dood met de kogel, 1950 (bewerkt heruitgegeven in 1979).
- Hebben alle vogels hun nest..., 1951.
- Alleen moeder, 1953.
- Nevels over het moerven, 1955.
- Gisteren is het mei geweest, 1956.
- Hebt gij ook schulden ?, 1958.
- Het brandoffer dat wij dragen, 1959.
- Een handvol aarde, Uitg. Westland, 1959.
- Het geslacht Wieringer, 1962, (drie delen : Het lied der oude getrouwen, Niet versagen Mathias, De zege van het verzaken.
- Kapelhoeve, laatste haven, 1962.
- Breiz atao, Uitg. Westland, 1962.
- Triptiek van heimwee en berusting, 1963 (drie delen: Offergang, Kerstvisioen in het stalag, Een man keert terug.
- Opdracht in Guernica, Uitg. Westland, 1964.
- Niets, 1966.
- Het geheim van de dubbele muur, 1968.
- De zevende bron van de zeven, 1971.
- Valère Depauw Omnibus, 1972 (omvattend : Wij artiesten, Hebben alle vogels hun nest, Kapelhoeve laatste haven).
- Moord op de M.U.T., 1972.
- Uit alle dalen der herinnering, 1974.
- Zes van vroeger, 1976, (omvattend : Offergang, Kerstvisioen in het stalag, Een man keert terug, Peer Gynt, Thunderbolt, Een handvol aarde).
- Op weg naar Montségur, 1976.
- Troubadour tussen kruis en vuur, 1978.
- En toen begon een vreemde droom, 1979.
- Het hooglied, 1979.
- De dood met de kogel, 1979 (bewerkte heruitgave).
- Bijwijlen lief, bijwijlen leed, 1981.
- Valère Depauw Omnibus, 1981, (omvattend : De zevende bron van de zeven, Moord op de M.U.T., Uit alle dalen der herinnering).
- Ik ben zo wijd, 1982.
- Bevrijd van alle nood, 1984.
- De uiterste hoeksteen, 1985, (drie delen : Bijwijlen lief bijwijlen leed, Ik ben zo wijd, Bevrijd van alle nood).
- Wij, incivieken, 1988, (heruitgave van "Niet jammeren, broers").
- Terwille van Andriy, 1988.